# デビッド・コーン
デビッド・ブライアン・コーン（David Brian Cone, 1963年1月2日 - ）は、MLBの元選手。ポジションは投手。アメリカ合衆国ミズーリ州カンザスシティ出身。

## 経歴
1981年のMLBドラフトで地元カンザスシティ・ロイヤルズから3巡目に指名を受け入団。1986年6月8日のミネソタ・ツインズ戦でメジャーデビュー。しかし敗戦処理としての起用がほとんどだった。1987年開幕直前の3月27日に2対3の交換トレードでニューヨーク・メッツに移籍。
5月12日のシンシナティ・レッズ戦で2失点でメジャー初完投・初勝利を挙げる。途中故障による離脱もあったが、最終的に5勝6敗、防御率3.71を記録。1988年は4月は全てリリーフでの登板だったが、5月3日のアトランタ・ブレーブス戦でメジャー初完封を挙げて先発に定着、5月は5勝0敗、防御率0.72。6月2日と13日は10回を1失点に抑える好投だったが、勝敗は付かなかった。オールスターゲームに初めて選出され、1回を無失点に抑えた。後半戦は8月・9月に8連勝するなど11勝1敗、防御率1.92を記録し、シーズン通算で20勝3敗、防御率2.22、213奪三振の成績で、チームの地区優勝に貢献。ロサンゼルス・ドジャースとのリーグチャンピオンシップシリーズ第6戦で、1失点完投勝利を挙げたが、3勝4敗で敗退した。サイ・ヤング賞の投票ではオーレル・ハーシュハイザー、ダニー・ジャクソンに次ぐ3位だった。
1990年に14勝10敗、233奪三振で最多奪三振のタイトルを獲得。1991年は後半戦でやや調子を落としたが、10月6日のフィラデルフィア・フィリーズとのシーズン最終戦でスティーブ・カールトン、トム・シーバーのリーグ記録に並ぶ1試合19奪三振を達成し、3安打完封。14勝14敗、241奪三振で2年連続の最多奪三振。1992年は8月23日まで13勝、214奪三振、リーグ最多の5完封を記録するなど好調だったが、8月27日にジェフ・ケント、後日発表のライアン・トンプソンとの交換トレードでトロント・ブルージェイズへ移籍。シーズン通算で17勝10敗、防御率2.81、自己最多の261奪三振を記録。奪三振はメジャートップの数字だったが、リーグを跨いで移籍したためタイトル獲得はならなかった。チームは地区優勝を果たし、オークランド・アスレチックスとのリーグチャンピオンシップシリーズでは2試合に先発登板し、1勝を挙げてリーグ優勝に貢献。ブレーブスとのワールドシリーズでも2試合に先発、勝ちは付かなかったが、チームは初のワールドチャンピオンの栄冠を手にした。オフにフリーエージェントとなり、12月8日に古巣ロイヤルズと契約した。
1993年は開幕から5連敗を喫するなど、11勝14敗に終わる。1994年は5月11日から22日まで3試合連続完封勝利。1994年から1995年のMLBストライキでシーズンが打ち切られたが、16勝5敗、防御率2.94を記録し、自身初のサイ・ヤング賞を獲得した。1995年4月6日に1対3の交換トレードでブルージェイズに復帰。9勝を記録していたが、7月28日に1対3の交換トレードでニューヨーク・ヤンキースに移籍。移籍後の2カ月で9勝を記録し、チームのワイルドカード獲得に貢献。シアトル・マリナーズとのディビジョンシリーズでは第1戦に先発して勝利投手となる。2勝2敗で迎えた第5戦でも先発し7回まで2点に抑えたが、8回に同点とされて降板、結局延長11回の末に敗れた。1996年は5月に故障離脱するが、9月に復帰。復帰戦のアスレチックス戦では7回を無安打に抑えた。11試合の登板で7勝にとどまるが、チームは地区優勝。テキサス・レンジャーズとのディビジョンシリーズでは前年に続き第1戦に先発したが6回6失点で敗戦投手。しかしチームはその後3連勝で勝利。リーグチャンピオンシップシリーズでもボルチモア・オリオールズを4勝1敗で破り、15年ぶりのリーグ優勝を果たす。ブレーブスとのワールドシリーズでは、地元で2連敗を喫した後の第3戦に先発登板し、6回1失点の好投で勝利投手となる。これで流れはヤンキースに傾き、4勝2敗で18年ぶりのシリーズ制覇の立役者となった。
1997年は12勝6敗、防御率2.82、リーグ3位の222奪三振を記録し、2年ぶりのワイルドカード獲得に貢献。クリーブランド・インディアンスとのディビジョンシリーズでは3年連続で第1戦に先発登板するが、4回途中6失点で降板、チームは2勝3敗で敗退した。1998年は20勝7敗、防御率3.55を記録し、ロジャー・クレメンス、リック・ヘリングと並んで最多勝のタイトルを獲得。20勝は10年ぶりで、MLB史上最長ブランクの20勝となった。チームは独走で地区優勝を果たし、ポストシーズンも勝ち抜いてリーグ優勝。サンディエゴ・パドレスとのワールドシリーズでは第3戦に先発し、勝敗は付かなかったがチームは勝利。結局4連勝で2年ぶりのシリーズ制覇を果たした。1999年7月18日、インターリーグのモントリオール・エクスポズ戦でMLB史上16回目の完全試合を達成。投球数はわずか88球だった。この試合は「ヨギ・ベラ・デー」で、1956年のワールドシリーズで現時点で史上唯一の完全試合を達成しているドン・ラーセンが始球式を務め、ベラが捕球するというイベントがあった。チームは2年連続でリーグ優勝し、ブレーブスとのワールドシリーズでは第2戦に先発登板し、7回無失点で勝利投手となり、2年連続の4連勝でシリーズ連覇を果たした。2000年は開幕から絶不調で4勝14敗、防御率6.91に終わる。チームは3年連続でリーグ優勝を果たすが、古巣メッツとのワールドシリーズではリリーフで打者1人に投げただけだった。オフにフリーエージェントとなった。
2001年1月11日にボストン・レッドソックスと契約。7連勝を記録するなど9勝7敗、防御率4.31とまずまずの成績を収める。オフに再びフリーエージェントとなるが、2002年は所属球団がなく1年間プレイせず。40歳となった2003年2月13日に古巣メッツと契約。開幕ローテーション入りを果たすが、1勝3敗、防御率6.50と振るわず、5月下旬に負傷したため、現役を引退。
引退後の2008年からYESネットワークでヤンキースの専属解説者を務めている。
通算2668奪三振はMLB史上第26位、9イニング平均8.28奪三振は第52位である（いずれも2020年終了時点）。

## 詳細情報

### 年度別投手成績
| 年 度     | 球 団     | 登 板 | 先 発 | 完 投 | 完 封 | 無 四 球 | 勝 利 | 敗 戦 | セ 丨 ブ | ホ 丨 ル ド | 勝 率 | 打 者 | 投 球 回 | 被 安 打 | 被 本 塁 打 | 与 四 球 | 敬 遠 | 与 死 球 | 奪 三 振 | 暴 投 | ボ 丨 ク | 失 点 | 自 責 点 | 防 御 率 | W H I P |
| --------- | --------- | ----- | ----- | ----- | ----- | -------- | ----- | ----- | -------- | ----------- | ----- | ----- | -------- | -------- | ----------- | -------- | ----- | -------- | -------- | ----- | -------- | ----- | -------- | -------- | ------- |
| 1986      | KC        | 11    | 0     | 0     | 0     | 0        | 0     | 0     | 0        | --          | ----  | 108   | 22.2     | 29       | 2           | 13       | 1     | 1        | 21       | 3     | 0        | 14    | 14       | 5.56     | 1.85    |
| 1987      | NYM       | 21    | 13    | 1     | 0     | 0        | 5     | 6     | 1        | --          | .455  | 420   | 99.1     | 87       | 11          | 44       | 1     | 5        | 68       | 2     | 4        | 46    | 41       | 3.71     | 1.32    |
| 1988      | NYM       | 35    | 28    | 8     | 4     | 0        | 20    | 3     | 0        | --          | .870  | 936   | 231.1    | 178      | 10          | 80       | 7     | 4        | 213      | 10    | 10       | 67    | 57       | 2.22     | 1.12    |
| 1989      | NYM       | 34    | 33    | 7     | 2     | 1        | 14    | 8     | 0        | --          | .636  | 910   | 219.2    | 183      | 20          | 74       | 6     | 4        | 190      | 14    | 4        | 92    | 86       | 3.52     | 1.17    |
| 1990      | NYM       | 31    | 30    | 6     | 2     | 0        | 14    | 10    | 0        | --          | .583  | 860   | 211.2    | 177      | 21          | 65       | 1     | 1        | 233      | 10    | 4        | 84    | 76       | 3.23     | 1.14    |
| 1991      | NYM       | 34    | 34    | 5     | 2     | 0        | 14    | 14    | 0        | --          | .500  | 966   | 232.2    | 204      | 13          | 73       | 2     | 5        | 241      | 17    | 1        | 95    | 85       | 3.29     | 1.19    |
| 1992      | NYM       | 27    | 27    | 7     | 5     | 1        | 13    | 7     | 0        | --          | .650  | 831   | 196.2    | 162      | 12          | 82       | 5     | 9        | 214      | 9     | 1        | 75    | 63       | 2.88     | 1.24    |
| 1992      | TOR       | 8     | 7     | 0     | 0     | 0        | 4     | 3     | 0        | --          | .571  | 224   | 53.0     | 39       | 3           | 29       | 2     | 3        | 47       | 3     | 0        | 16    | 15       | 2.55     | 1.28    |
| '92計     | TOR       | 35    | 34    | 7     | 5     | 1        | 17    | 10    | 0        | --          | .630  | 1055  | 249.2    | 201      | 15          | 111      | 7     | 12       | 261      | 12    | 1        | 91    | 78       | 2.81     | 1.25    |
| 1993      | KC        | 34    | 34    | 6     | 1     | 0        | 11    | 14    | 0        | --          | .440  | 1060  | 254.0    | 205      | 20          | 114      | 2     | 10       | 191      | 14    | 2        | 102   | 94       | 3.33     | 1.26    |
| 1994      | KC        | 23    | 23    | 4     | 3     | 1        | 16    | 5     | 0        | --          | .762  | 690   | 171.2    | 130      | 15          | 54       | 0     | 7        | 132      | 5     | 1        | 60    | 56       | 2.94     | 1.07    |
| 1995      | TOR       | 17    | 17    | 5     | 2     | 0        | 9     | 6     | 0        | --          | .600  | 537   | 130.1    | 113      | 12          | 41       | 2     | 5        | 102      | 6     | 1        | 53    | 49       | 3.38     | 1.18    |
| 1995      | NYY       | 13    | 13    | 1     | 0     | 0        | 9     | 2     | 0        | --          | .818  | 417   | 99.0     | 82       | 12          | 47       | 0     | 1        | 89       | 5     | 0        | 42    | 42       | 3.82     | 1.30    |
| '95計     | NYY       | 30    | 30    | 6     | 2     | 0        | 18    | 8     | 0        | --          | .692  | 954   | 229.1    | 195      | 24          | 88       | 2     | 6        | 191      | 11    | 1        | 95    | 91       | 3.57     | 1.23    |
| 1996      | NYY       | 11    | 11    | 1     | 0     | 0        | 7     | 2     | 0        | --          | .778  | 295   | 72.0     | 50       | 3           | 34       | 0     | 2        | 71       | 4     | 1        | 25    | 23       | 2.88     | 1.17    |
| 1997      | NYY       | 29    | 29    | 1     | 0     | 1        | 12    | 6     | 0        | --          | .667  | 805   | 195.0    | 155      | 17          | 86       | 2     | 4        | 222      | 14    | 2        | 67    | 61       | 2.82     | 1.24    |
| 1998      | NYY       | 31    | 31    | 3     | 0     | 1        | 20    | 7     | 0        | --          | .741  | 866   | 207.2    | 186      | 20          | 59       | 1     | 15       | 209      | 6     | 0        | 89    | 82       | 3.55     | 1.18    |
| 1999      | NYY       | 31    | 31    | 1     | 1     | 1        | 12    | 9     | 0        | 0           | .571  | 827   | 193.1    | 164      | 21          | 90       | 2     | 11       | 177      | 7     | 1        | 84    | 74       | 3.44     | 1.31    |
| 2000      | NYY       | 30    | 29    | 0     | 0     | 0        | 4     | 14    | 0        | 0           | .222  | 733   | 155.0    | 192      | 25          | 82       | 3     | 9        | 120      | 11    | 0        | 124   | 119      | 6.91     | 1.77    |
| 2001      | BOS       | 25    | 25    | 0     | 0     | 0        | 9     | 7     | 0        | 0           | .563  | 614   | 135.2    | 148      | 17          | 57       | 4     | 10       | 115      | 9     | 0        | 74    | 65       | 4.31     | 1.51    |
| 2003      | NYM       | 5     | 4     | 0     | 0     | 0        | 1     | 3     | 0        | 0           | .250  | 85    | 18.0     | 20       | 4           | 13       | 1     | 0        | 13       | 0     | 0        | 13    | 13       | 6.50     | 1.83    |
| MLB：17年 | MLB：17年 | 450   | 419   | 56    | 22    | 6        | 194   | 126   | 1        | *0          | .606  | 12184 | 2898.2   | 2504     | 258         | 1137     | 42    | 106      | 2668     | 149   | 32       | 1222  | 1115     | 3.46     | 1.26    |

- 各年度の太字はリーグ最高
- 「-」は記録なし
- 通算成績の「*数字」は不明年度がある事を示す

### 年度別守備成績
| 年 度 | 球 団 | 投手（P） | 投手（P） | 投手（P） | 投手（P） | 投手（P） | 投手（P） |
| 年 度 | 球 団 | 試 合     | 刺 殺     | 補 殺     | 失 策     | 併 殺     | 守 備 率  |
| ----- | ----- | --------- | --------- | --------- | --------- | --------- | --------- |

### タイトル
- 最多勝利：1回（1998年）
- 最多奪三振：2回（1990年、1991年）

### 表彰
- サイ・ヤング賞：1回（1994年）
- ハッチ賞：1回（1998年）

### 記録
- MLBオールスターゲーム選出：5回（1988年、1992年、1994年、1997年、1999年）
- 完全試合：1回（1999年7月18日、対モントリオール・エクスポズ戦）

### 背番号
- 13（1986年）
- 44（1987年 - 1991年途中）
- 17（1991年途中 - 1992年途中、1993年）
- 11（1992年途中 - 同年終了、1995年 - 同年途中）
- 22（1994年）
- 36（1995年途中 - 2001年）
- 16（2003年）